# Taste of Chocolate
Taste of Chocolate è il terzo album discografico in studio del rapper statunitense Big Daddy Kane, pubblicato nel 1990.

## Tracce
1. Taste of Chocolate (Intro) – 2:05
2. Cause I Can Do It Right – 4:09
3. It's Hard Being the Kane – 4:58
4. Who Am I (feat. Gamilah Shabazz) – 4:00
5. Dance with the Devil – 4:06
6. No Damn Good – 3:52
7. All of Me (featu. Barry White) – 5:45
8. Keep 'Em on the Floor (feat. Barbara Weathers) – 4:32
9. Mr. Pitiful – 3:26
10. Put Your Weight on It – 2:47
11. Big Daddy vs. Dolemite (feat. Rudy Ray Moore) – 4:49
12. Down the Line (feat. Scoob Lover, Scrap Lover, Mister Cee, Lil Daddy Shane & Ant Live) – 5:11
13. Taste of Chocolate (Exit) – 3:20